# Estación Villa María
Villa María es una estación de ferrocarril ubicada en la ciudad homónima, provincia de Córdoba, Argentina.

## Servicios
Es una estación intermedia del servicio de pasajeros diésel interprovincial que se presta entre las estaciones Retiro y Córdoba. 
También, formaba parte del ramal de Rufino a Villa María, del Ferrocarril General San Martín, hoy sin funcionamiento y oficialmente levantado. 
Desde octubre de 2014 la empresa estatal Trenes Argentinos Operaciones se hace cargo plenamente de este servicio.
Servicio Larga Distancia Retiro - Rosario - Córdoba:
Presta parada en esta estación, en su servicio desde Retiro y Córdoba.
Servicio Regional Córdoba - Villa María:
Presta tres servicios semanales en cada sentido, desde Córdoba. La duración del viaje es de 4:30 horas.